# Wettringen (Münsterland)

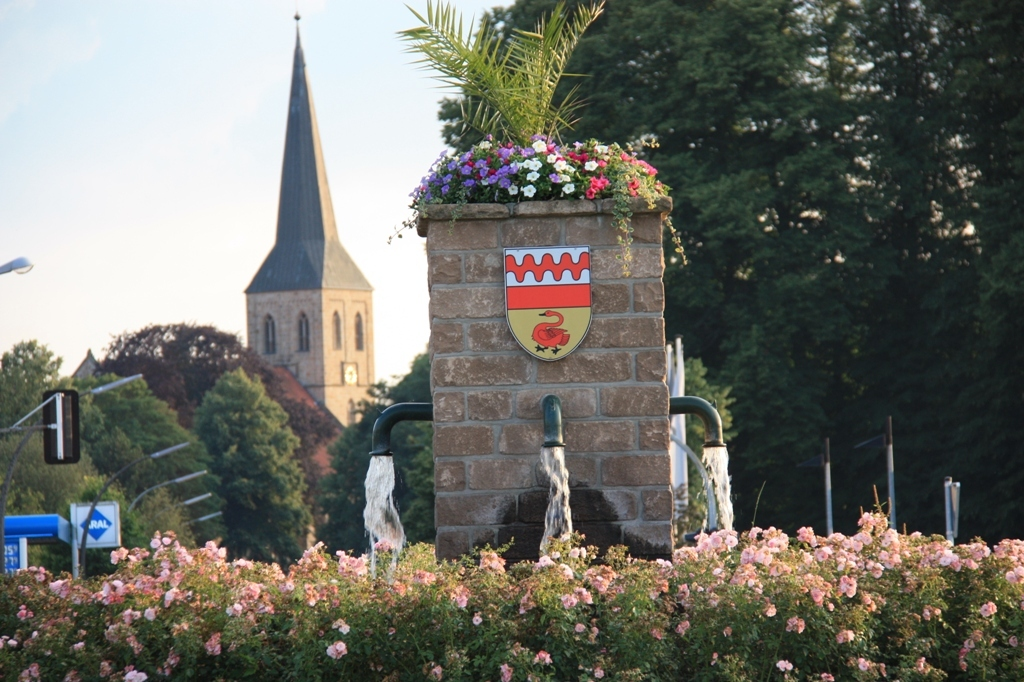
Kreisverkehr in der Gemeinde Wettringen auf der August-Kümpers-Straße mit der Kirche St. Petronilla im Hintergrund.

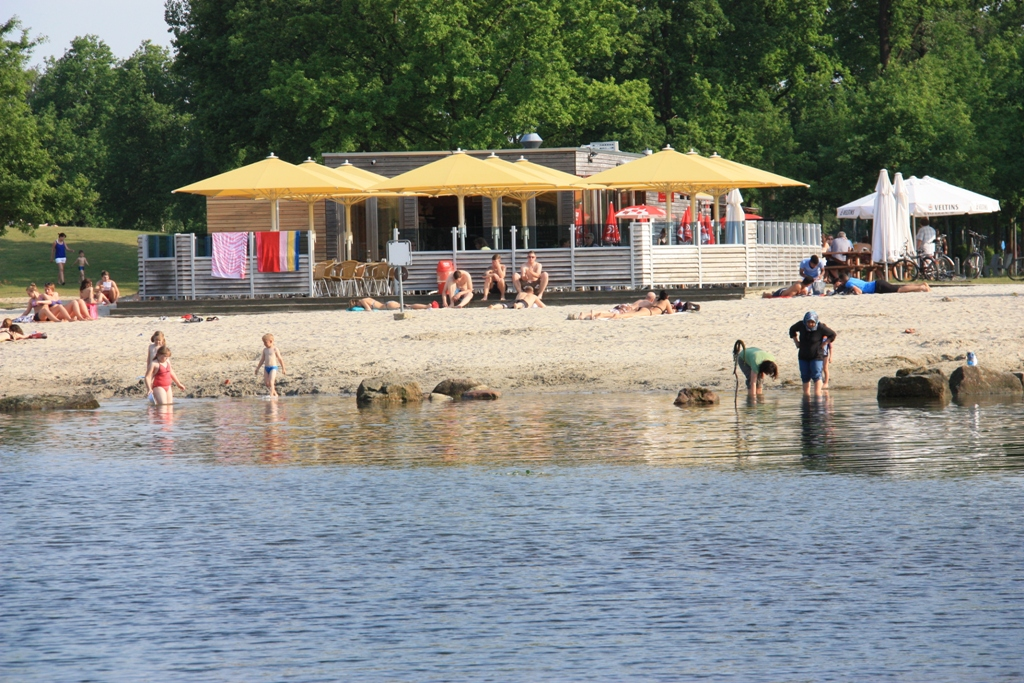
Haddorfer See in der Gemeinde Wettringen. Offene Badestelle in der Nähe vom Campingplatz und Naherholungsgebiet.

Die Gemeinde Wettringen (plattdeutsch Wiätringen) liegt etwa 34 Kilometer nordwestlich von Münster und 30 Kilometer östlich von Enschede direkt an der niedersächsischen Landesgrenze. Nur etwa 25 Kilometer entfernt von der Grenze zu den Niederlanden liegt sie mit 8295 Einwohnern an der Steinfurter Aa und an der Vechte. 
Die Entfernung von Wettringen zur größten Stadt im Kreis Steinfurt, Rheine, beträgt 12 Kilometer.

## Geografie

### Geografische Lage
Die Gemeinde Wettringen im Kreis Steinfurt liegt am nordwestlichen Rand von Nordrhein-Westfalen und grenzt an Niedersachsen. In Rothenberge ist die höchste Erhebung der Gemeinde. Im Ortsteil Bilk fließt die Steinfurter Aa in die Vechte.

### Gemeindegliederung
Zur Gemeinde Wettringen gehören die folgenden Bauerschaften:
- Aabauerschaft
- Andorf
- Bilk
- Brechte
- Dorfbauerschaft
- Haddorf
- Klein Haddorf
- Maxhafen
- Rothenberge
- Tie-Esch
- Vollenbrok

## Geschichte
Die erste urkundliche Erwähnung vom 7. Juni 838 beruht auf einer Schenkung der „Kirche zu Wateringas“ durch Kaiser Ludwig den Frommen an das Frauenstift Herford. Wettringen ist damit eine der ältesten Gemeinden des Münsterlandes. Die Kirche wurde bereits um 800 von Karl dem Großen gegründet und war Urpfarrei für spätere Gotteshäuser in der Umgebung. Der alte romanische Kirchenbau wurde 1522 erweitert.
Während der spanischen Einfälle im Achtzigjährigen Krieg wurde Wettringen 1590 mehrmals geplündert. Auch im November 1622, zur Zeit des Dreißigjährigen Krieges, wird Wettringen Opfer von Plünderung und Brandschatzung.
Der seit 1731 zwischen Münster und dem vorläufigen Endpunkt Clemenshafen fertiggestellte „Münsterische Kanal“ wurde 1771 bis Maxhafen verlängert und nach den jeweiligen Fürstbischöfen Max-Clemens-Kanal genannt. Die ursprüngliche geplante Verbindung über die Steinfurter Aa und die Vechte nach Zwolle kam zwar nie zustande, dennoch erlebte das auf Wettringer Gebiet gelegene Maxhafen einen regen Warenumschlag, an dem auch die örtlichen Fuhrleute ihren Anteil hatten. Von 1733 bis 1812 führte auch die Postverbindung über Gronau nach Zwolle unter Einbeziehung des Kanals über Maxhafen. Der Kanal wurde 1840 aufgegeben.
Wettringen gehörte seit 1816 zum Kreis Steinfurt im Regierungsbezirk Münster. Von 1844 bis zur Aufhebung aller preußischen Einzelgemeindeämter im Jahre 1934 bildete die Gemeinde Wettringen ein eigenes Amt.
1861 wurde die romanische Kirche abgerissen, und 1862/63 ist der Bau der neugotischen Kirche durch Emil von Manger abgeschlossen. Die Pfarrkirche St. Petronilla existiert heute noch.
Am 10. Juni 1862 gründen in Wettringen Burghard Freiherr von Schorlemer-Alst und 36 weitere Bauern den ersten Bauernverein, dem schnell weitere folgen. Ein Findling vor dem Wettringer Rathaus erinnert an die Gründung. Hieraus wird am 30. November 1871 der Westfälische Bauernverein gegründet, dem Vorgängerverein des heutigen Westfälisch-Lippischen Landwirtschaftsverbandes (WLV).
Der Zweite Weltkrieg hinterließ auch in Wettringen tiefe Spuren. Am 31. März 1945 rückten alliierte Panzer in Wettringen ein, und Ende desselben Jahres wurden über 1200 Vertriebene, vorwiegend aus Schlesien, in Wettringen aufgenommen.
Ein Ehren- und Mahnmal erinnert heute noch an die Schrecken des Krieges. Das Mahnmal wurde 1957 eingeweiht und erinnert an die Gefallenen des Ersten und Zweiten Weltkrieges. Ein früheres Mahnmal von 1929 wurde aus verkehrstechnischen Gründen Anfang der 1950er-Jahre aufgegeben. Im Jahre 1998 wurde das Mahnmal durch eine Stele ergänzt, die an die Opfer des Holocaust erinnert. Eine weitere Ergänzung fand im November 2010 in Form einer Bronzetafel statt. Diese Tafel soll der Veränderung der Erinnerungskultur (weg von der Verehrung von Kriegshelden, hin zum Gedenken an die Opfer) seit der Erbauung des Mahnmals Rechnung tragen.

## Politik

### Gemeinderat
Die Sitzverteilung im Rathaus nach der Kommunalwahl am 13. September 2020:
- CDU: 11 Sitze
- UWG: 4 Sitze
- SPD: 2 Sitze
- FDP: 2 Sitze
- Grüne:  3 Sitze

### Bürgermeister
Bürgermeister der Gemeinde ist Berthold Bültgerds. Er wurde im September 2015 mit 96,2 % der Stimmen gewählt und 2020 mit 95,7 % der Stimmen im Amt bestätigt.
Er löste damit Engelbert Rauen ab, der seit 1999 hauptamtlicher Chef im Rathaus war.

### Wappen
Die Blasonierung des Wettringer Wappens lautet wie folgt:
„Geteilt durch einen roten Balken von Silber und Gold, ein roter Wolkenbalken, unten ein roter Schwan.“
Der Wolkenschnittbalken stellt hierbei das Zeichen der Edelherren von Wettringen dar, die damals ihren Stammsitz in Langenhorst hatten. Zusätzlich zu Langenhorst gehörten damals auch noch Borghorst, Burgsteinfurt, Metelen und Welbergen zum Pfarrbezirk Wettringen. Weiter stammt der rote Balken in der Mitte aus dem Schild des Herforder Stiftes, und der Schwan aus dem Wappen des Fürsten zu Bentheim und Steinfurt.

### Gemeindepartnerschaften
- Fretin (Frankreich)
- Dalen (Niederlande)
- Gnoien (Mecklenburg-Vorpommern)

## Kultur und Sehenswürdigkeiten

### Bauwerke
- Pfarrkirche St. Petronilla aus dem 19. Jahrhundert

St. Petronilla Wettringen
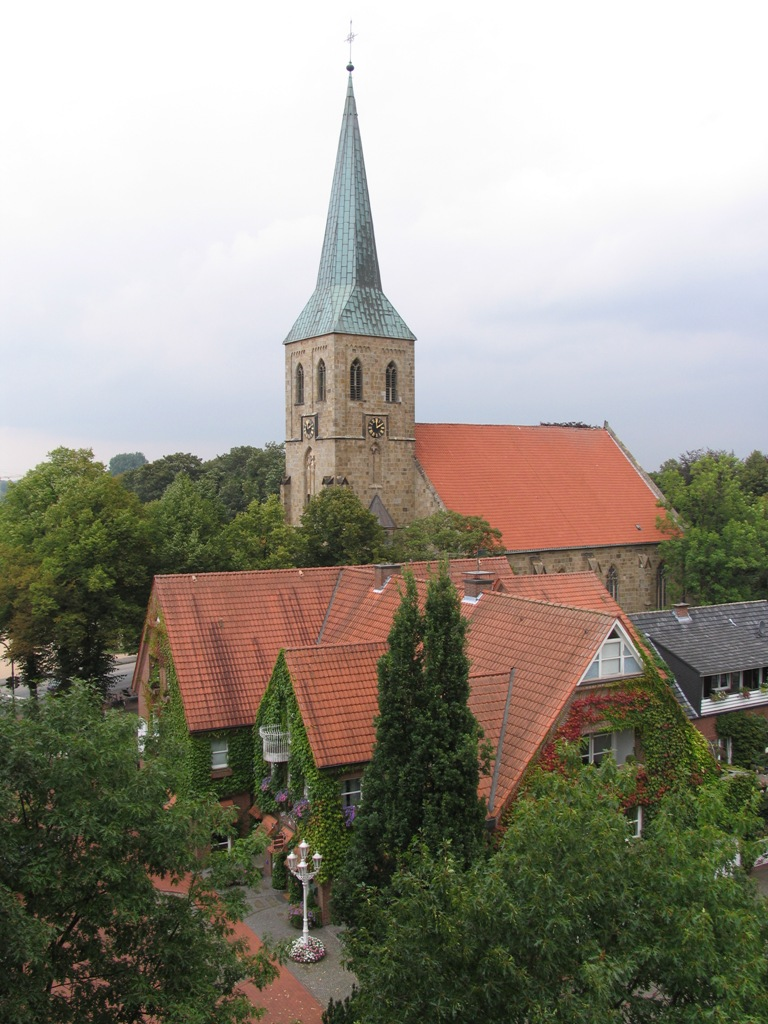
Vogelperspektive
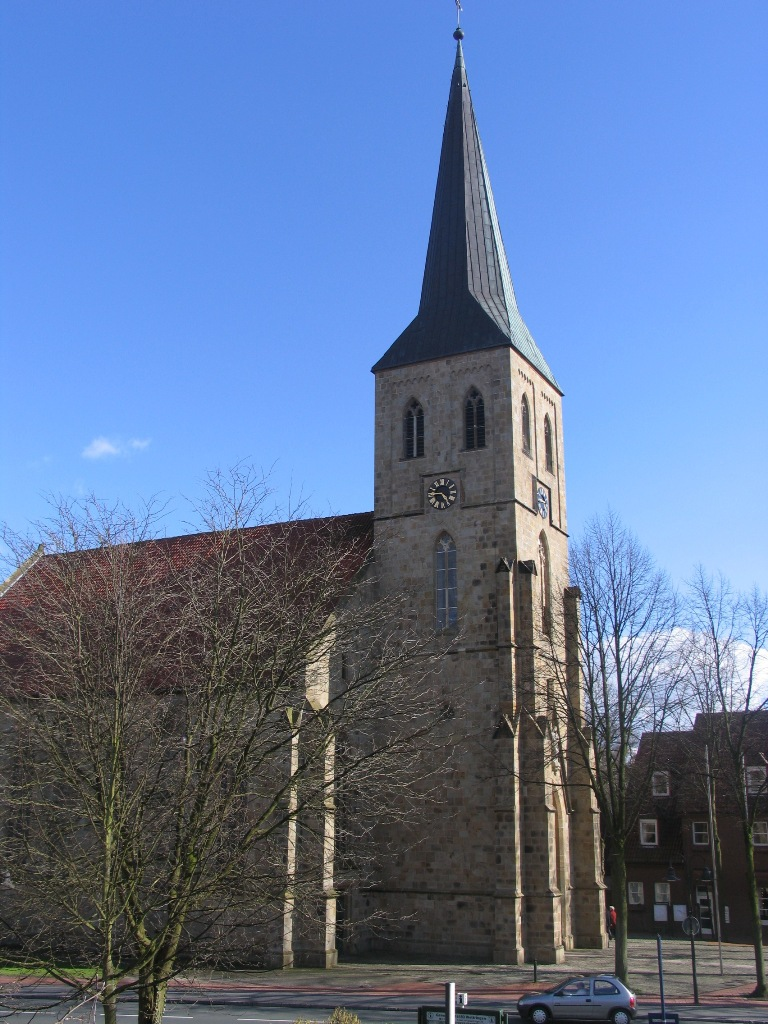
Nordseite
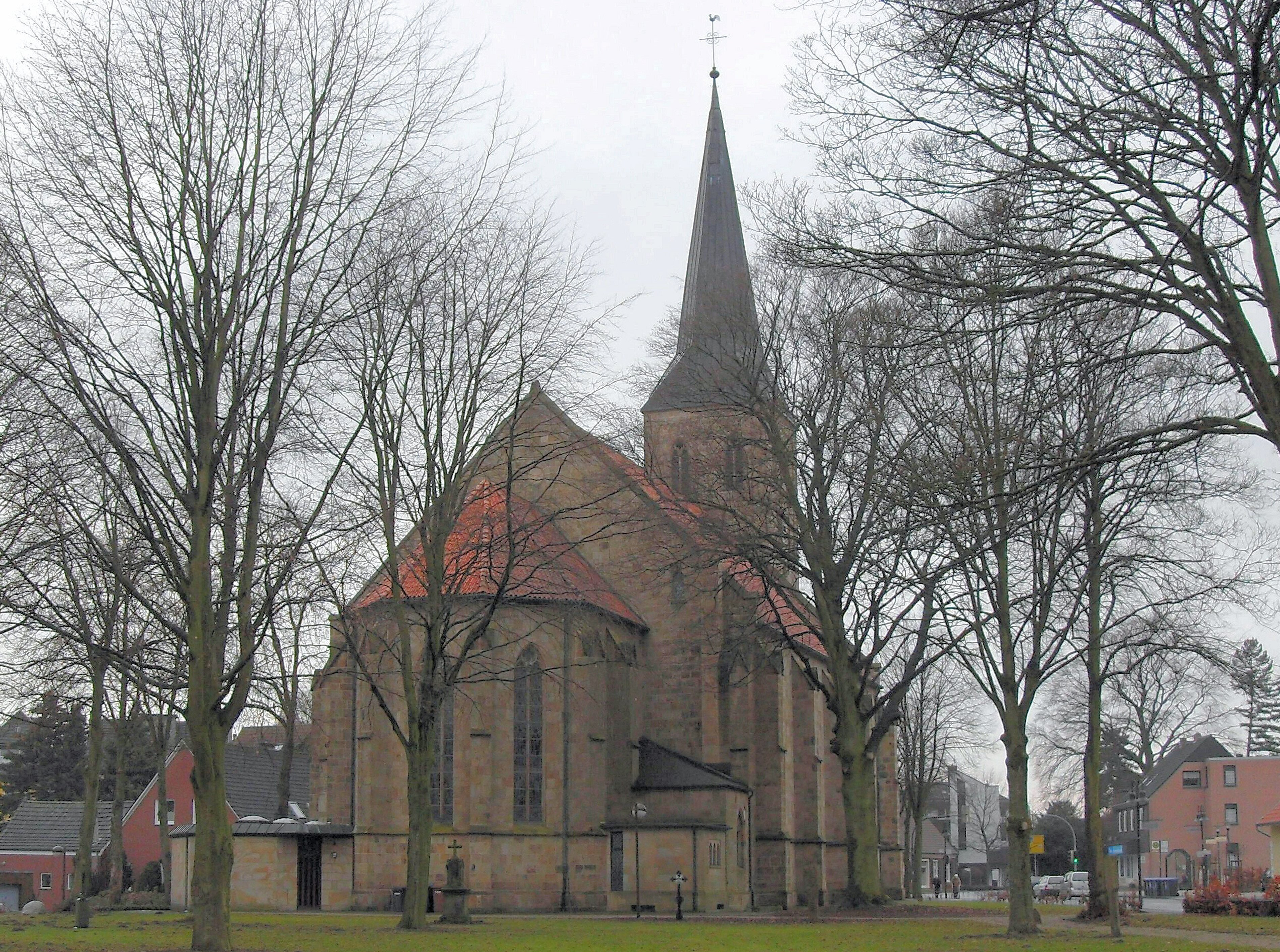
Ostseite
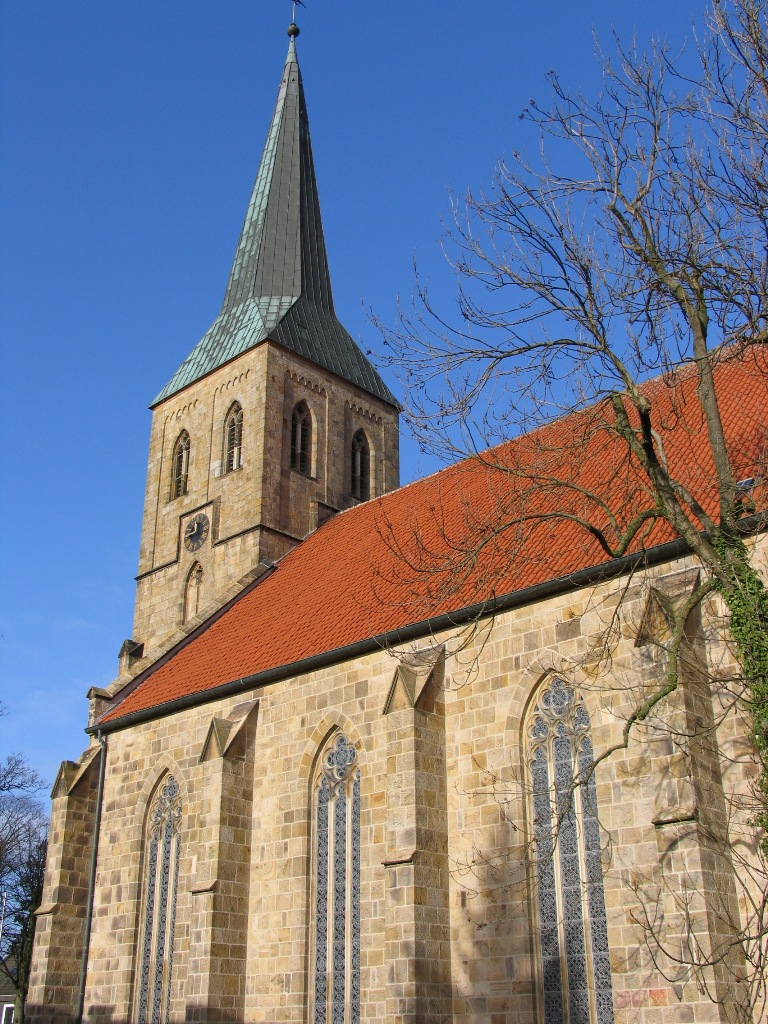
Südseite
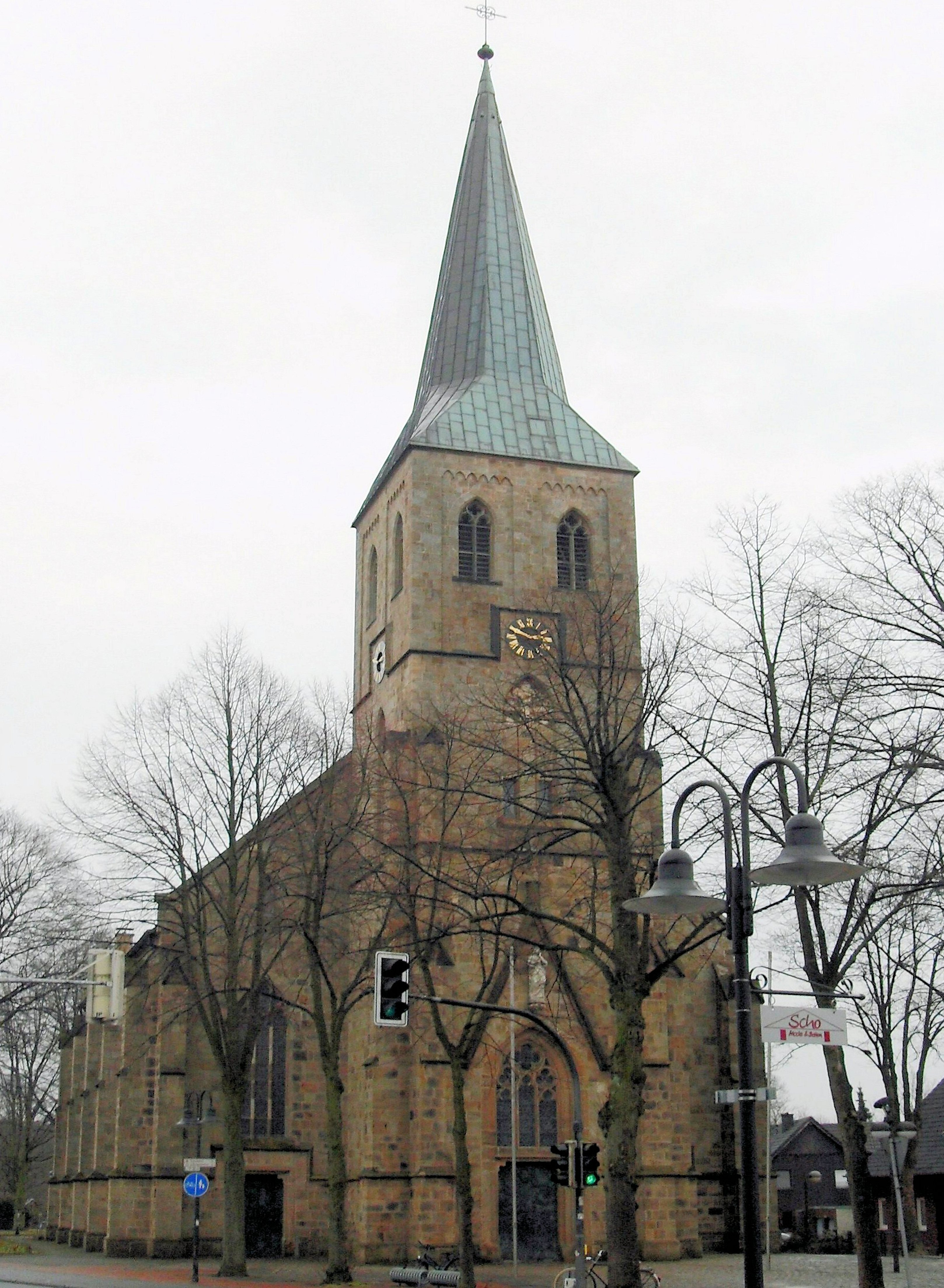
Westseite

- Das Heimathaus Ahlers ist ein typisch westfälisches Bauernhaus aus dem Jahr 1520. In den 1980er-Jahren hat es die Gemeinde von der Familie Ahlers gekauft, und es von seinem damaligen Standort in Klein Haddorf entfernt, und an seinem jetzigen Standort wiedererrichtet. Das Heimathaus ist das älteste Gebäude in Wettringen. Durch eine große Zahl von Ausstellungsstücken und viele Angebote des Wettringer Heimatvereins wird hier dem Besucher ein lebendiges Bild vom damaligen Leben vermittelt.
- St. Josefshaus Wettringen, ehemaliges katholisches Kinderheim in Wettringen
- Technisches Denkmal Max-Clemens-Kanal bei Maxhafen (2 km nordwestlich von Wettringen)
- Bürgerhalle im Ortskern, moderne Veranstaltungshalle mit 320 Sitzplätzen

- Hallenbad im Sportzentrum
- Seniorenheim im Ortskern

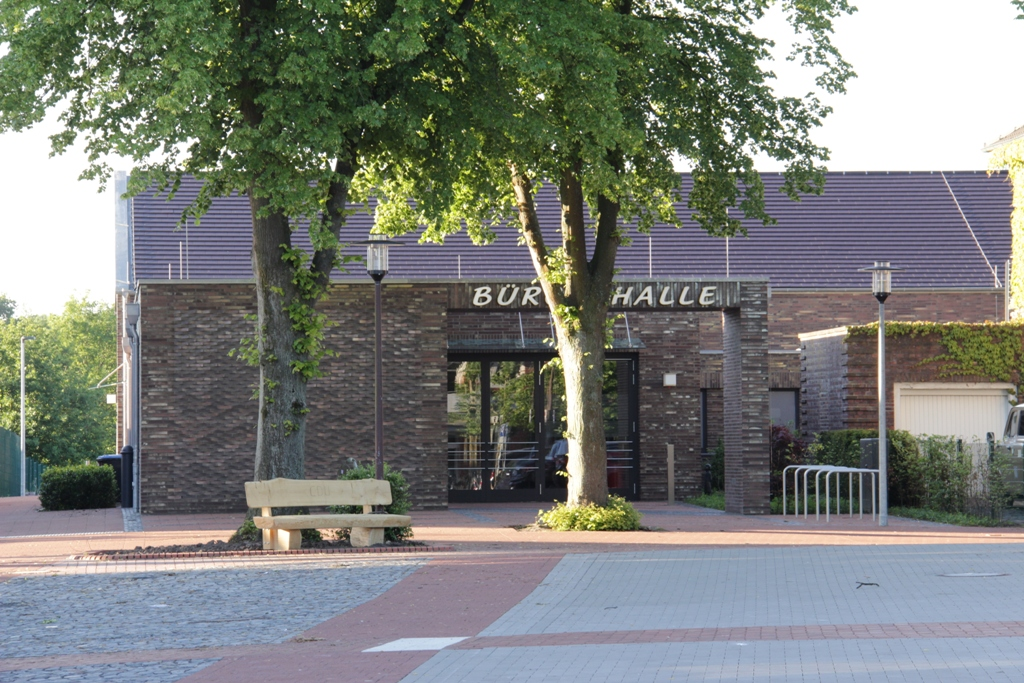
Bürgerhalle Wettringen, 14. April 2014

- Die denkmalgeschützte Villa Haus Rothenberge

### Naturdenkmäler

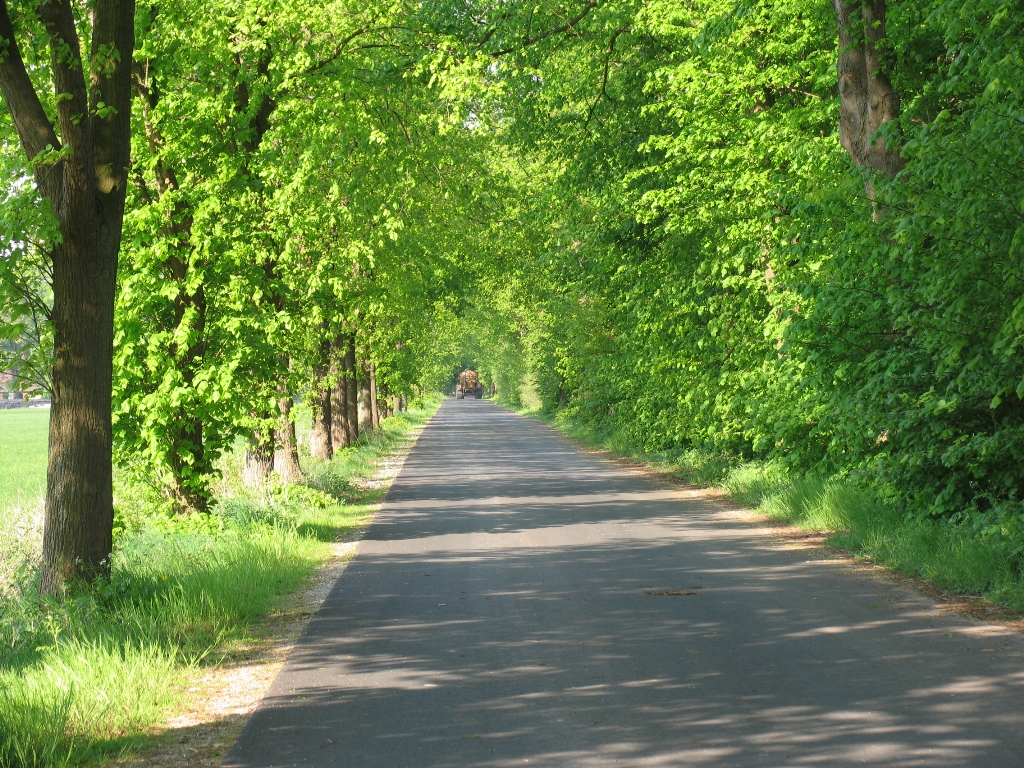
Allee in der Gemeinde Wettringen – Ortslage Brechte.

7,5 Kilometer nördlich der Gemeinde liegt das Naherholungsgebiet der Haddorfer Seen.
3,5 Kilometer nordwestlich der Gemeinde liegt der Rothenberg, eine imposante 95 Meter hohe Erhebung des sonst flachen Umlandes.

### Parks

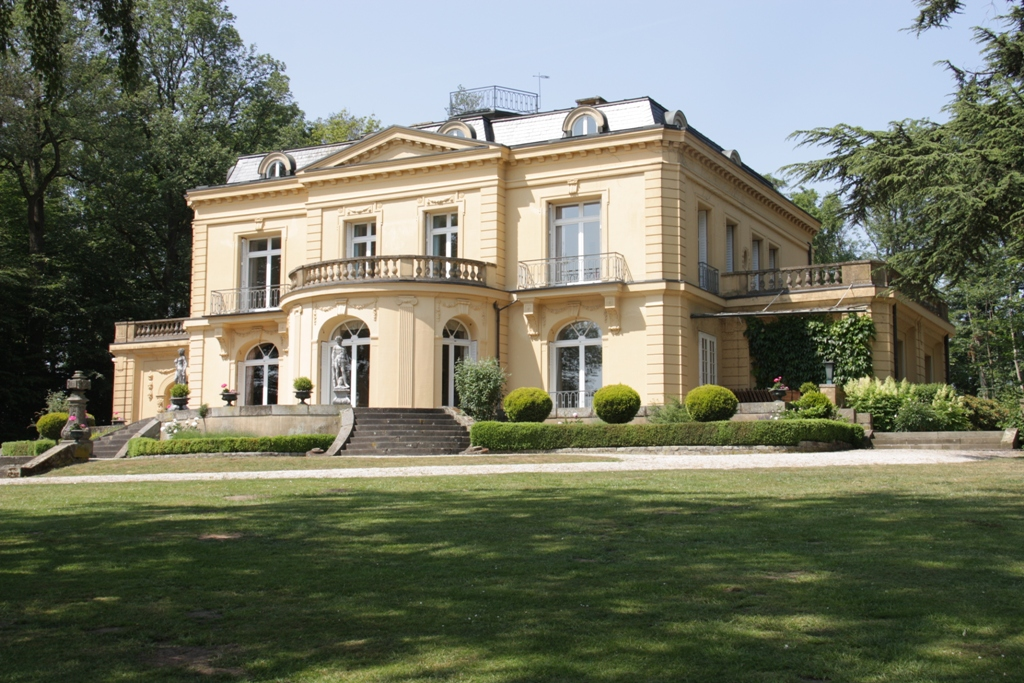
Haus Rothenberge („Villa Jordaan“) in Wettringen, Ansicht Parkseite 2011

- Auf dem 95 m hohen Rothenberg steht die von 1923 bis 1925 durch den Architekten Alfred Hensen aus Münster errichtete Villa Jordaan (Haus Rothenberge). Sie ist von einem Landschaftspark umgeben. Es war der Sommersitz von Bertha van Heek (1876–1960) und ihres Ehemannes Jan Jordaan (1863–1935).[8] Das Landhaus ist heute im Besitz der Universität Münster und dient als Landheim für wissenschaftliche Tagungen und Seminare (3 km nordwestlich von Wettringen).

## Tourismus

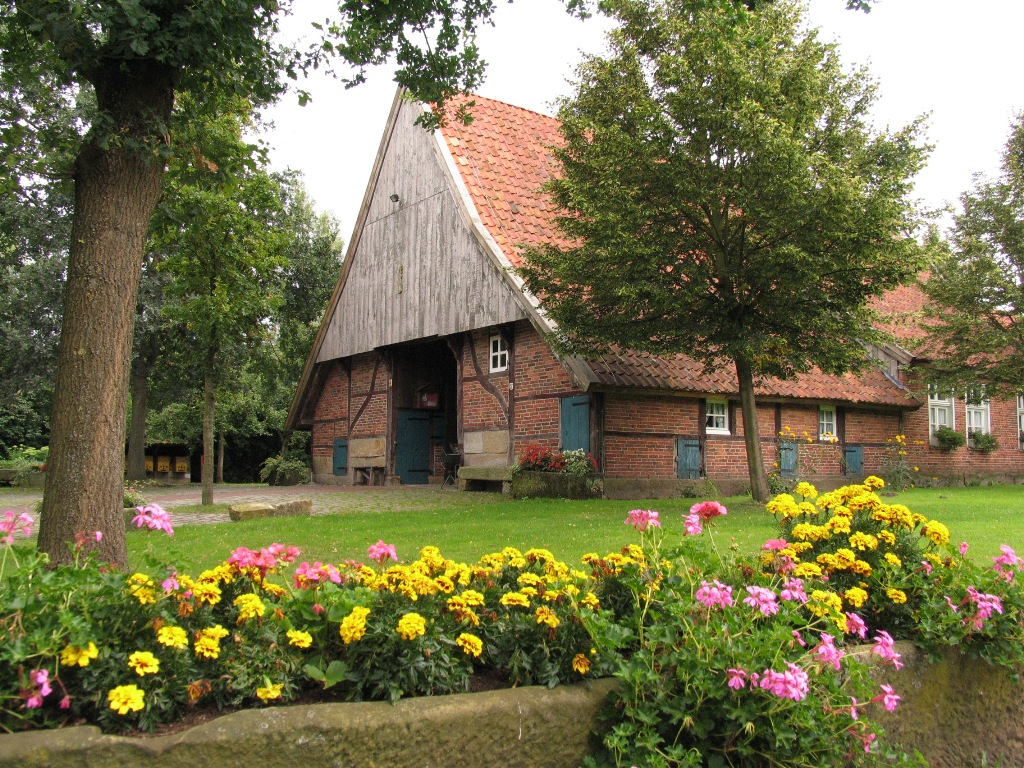
Heimathaus Ahlers in der Gemeinde Wettringen

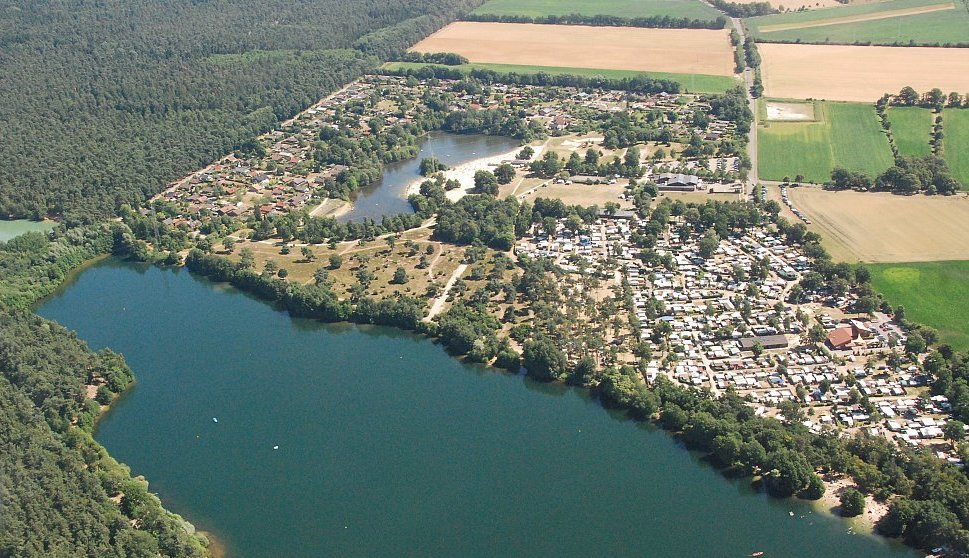
Luftaufnahme Haddorfer Seen

Die Gemeinde Wettringen liegt in der Radregion Münsterland an vielen, teils überregionalen Radrouten, wie z. B. der Vechtetalroute, der RadBahn Münsterland, der Aa-Vechte-Tour, der ehemaligen Bahnstrecke Ochtrup–Rheine, dem Jubiläumsweg. und der 100-Schlösser-Route
An den Haddorfer Seen im Ortsteil Haddorf stehen Badesee, Minigolfanlage, Tretbootfahren, Segelclub, Wassersport, Angelsee und der moderne Campingplatz Haddorfer Seen (4-Sterne-Kategorie) zur Verfügung.
Das Heimathaus Ahlers ist mit seinen fast 500 Jahren das älteste Gebäude in der Gemeinde Wettringen und wird heute vom Verkehrsverein Wettringen als Begegnungsstätte und Tourismusinformation genutzt.

### Sport
Neben dem Schützenverein erfreuen sich die Sportvereine größter Beliebtheit, allen voran Vorwärts Wettringen, mit einem großen Angebot verschiedener Sportarten, die in den zwei Sporthallen, einer Gymnastikhalle, einem Sportstadion, einem Hallenbad und auf mehreren Tennis- und Fußballplätzen ausgeübt werden können. Besonders die Handballmannschaften sind auf überkreislicher Ebene sehr erfolgreich.

### Regelmäßige Veranstaltungen
Die Tradition des Schützenwesens wird in Wettringen gerne gepflegt. So hat fast jede Ortschaft einen Schützenverein. In vielen Orten Westfalens sind verheiratete und nicht verheiratete Männer in einem Verein zusammengefasst. Dies geht auf einen Beschluss der preußischen Regierung von 1835 zurück. Die Regierung forderte damals von den lose existierenden Schützenbruderschaften, sich fester zu organisieren. Von den Junggesellenschützen forderte man einen Zusammenschluss mit den „Alten“. Dieser Forderung haben sich die Junggesellen in Wettringen jedoch widersetzt und stattdessen eine eigene Satzung festgelegt. So ergibt es sich zur Zeit, dass es in Wettringen den Verein „Junggesellenschützenverein von 1651“ sowie den Verein „Männerschützengilde von 1650“ gibt.

## Wirtschaft und Infrastruktur

### Wirtschaftsstruktur

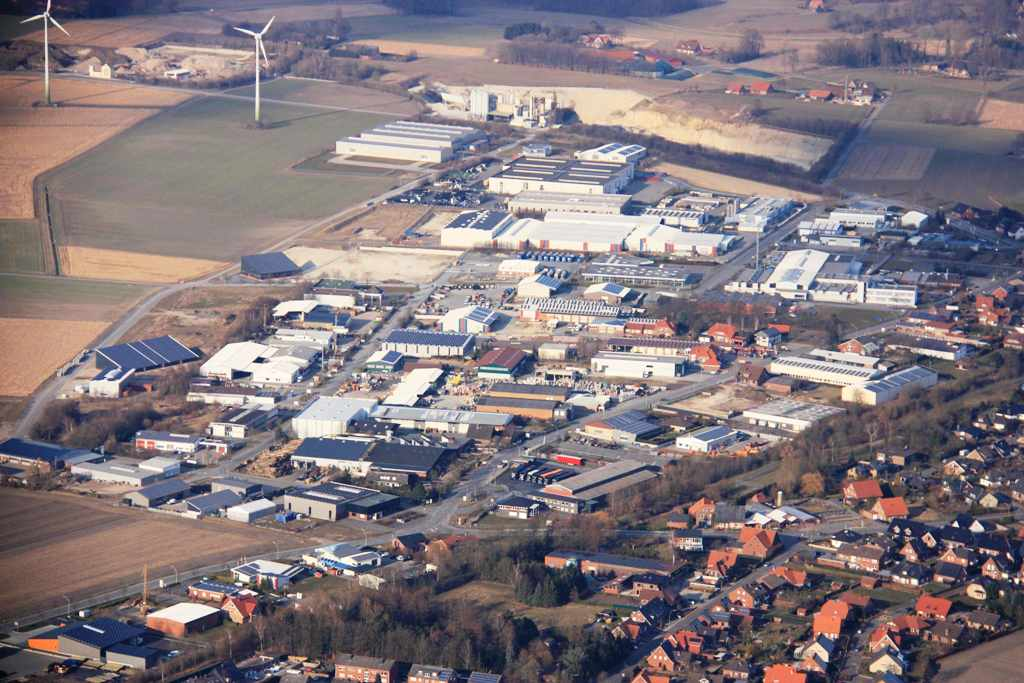
Gewerbe- und Industriegebiet Wettringen im Jahr 2013

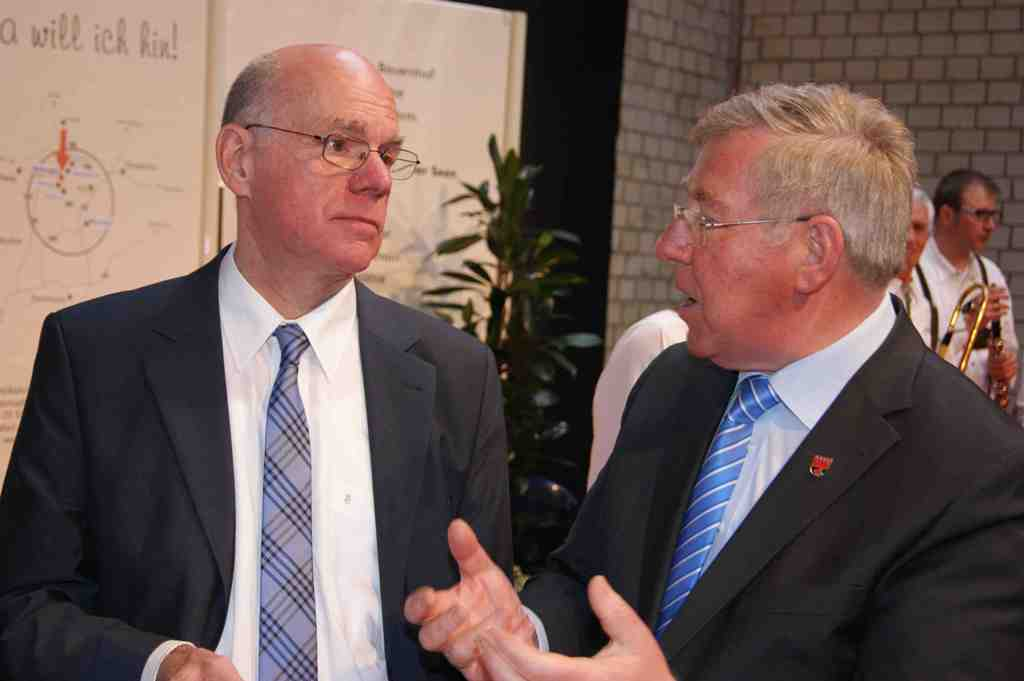
Bundestagspräsident Norbert Lammert besuchte die Gemeinde Wettringen zur Gewerbe- und Industrieschau am 14. April 2013. Hier im Gespräch mit Bürgermeister a. D. Engelbert Rauen.

Schwerpunkte sind das Baugewerbe, metall- und kunststoffverarbeitende Betriebe und innovative Betriebe im Energiebereich. In Wettringen gibt es ca. 700 angemeldete Gewerbebetriebe und rund 2400 Beschäftigte.
Das Gewerbe- und Industriegebiet ist flächendeckend mit einem Glasfasernetz erschlossen und befindet sich in einem fortlaufenden Wachstumsprozess. Im Jahr 2019 wurden zusätzliche 50.000 m² Gewerbefläche erschlossen.

### Unternehmen in Wettringen
- Bosch Solarthermie GmbH (Herstellung von Solarkollektoren, Solarspeichern, Solarpaketen)
- Sinusverteiler GmbH (Herstellung von Großverteilern in der Heizungs- und Sanitärbranche)
- Dinkhoff Tiefbaugesellschaft mbH (Erdleitungsbau im Strom-, Gasversorgungs- und Telekommunikationsbereich)
- Enexio Water Technologies GmbH (Belüftungsreaktoren für Klärwerke, Füllkörper für biologische Kläranlagen, Füllkörper aus Polypropylen (PP) und PVC, Kühlturmkomponenten, Lamellenschrägklärer)
- H. Schubert GmbH, imi-Beton (Beton-, Eisen-, Naturstein- und Altholzimitationen)[23]
- Mirotec Glas- und Metallbau GmbH (Erstellung von Glasfassaden, Glasdächern, Sonderglaskonstruktionen und Aufzugsschächte), gehört seit 2015 zur Lamilux-Gruppe
- Eisen + Baustahl Hubert Pohlmann GmbH & Co. KG (Stahlgroßhandel)[24]
- Bolan Home Fashion GmbH (Produktion und Handel von Gartenmöbeln und Accessoires, Heim- und Badtextilien)
- Atair GmbH (Logistik und Handel mit Socken und Strumpfwaren)[25]

### Schulen
- Ludgerusgrundschule[26]
- Friedensschule (Hauptschule)[27]
- Realschule Wettringen (Staatlich genehmigte Privatschule)[28][29]
- Josefsschule – Schule für Erziehungshilfe[30]

### Verkehr

#### Straßenverkehr

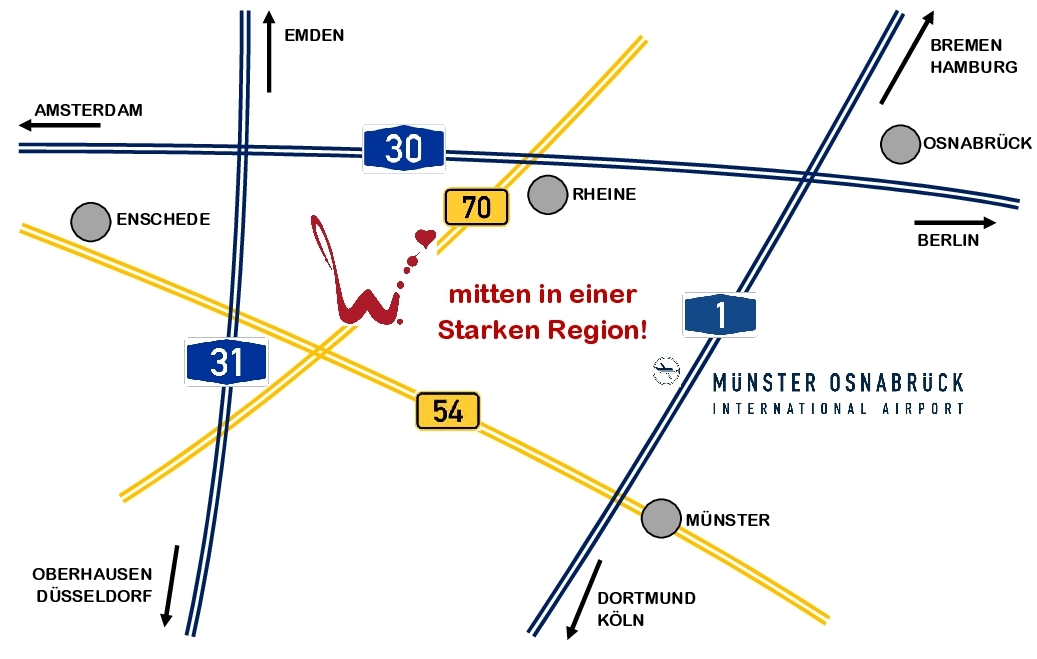
Lage Wettringens

Wettringen ist über die  mit der  (Anschlussstelle Rheine-Nord, 17 km Entfernung) und  mit der  (Anschlussstelle Ochtrup, 12 km Entfernung) und  (Anschlussstelle Münster-Nord, 33 km Entfernung) verbunden.

#### Fahrradverkehr
Wettringen ist an die Fernradwege Vechtetalroute, Radbahn-Münsterland, ehemalige Bahnstrecke Ochtrup–Rheine, dem Nordkurs der 100-Schlösser-Route und der Aa-Vechte-Route angeschlossen. Im Fahrradklimatest des ADFC wurde Wettringen 2024, wie bereits 2022 und 2020, als fahrradfreundlichste Stadt Deutschlands unter 20.000 Einwohnern gekürt. Auch unabhängig der Einwohnerzahl erhielt Wettringen jeweils die beste Bewertung unter allen genannten Städten und Gemeinden.

#### Busverkehr
Der Busverkehr wird von dem Busunternehmen Regionalverkehr Münsterland (RVM) durchgeführt.
Es gibt folgende Linienverbindungen:
- R80 Rheine – Neuenkirchen – Wettringen – Steinfurt[35]
- 182 Rheine – Neuenkirchen – Wettringen – Ochtrup – Gronau[36]
- 184 Rheine – Neuenkirchen – Wettringen – Burgsteinfurt[37]
- 61 Schüttorf – Samern – Ohne – Haddorf – Bilk – Wettringen[38][39]

#### Schienenverkehr
Der Haltepunkt Wettringen lag an der Bahnstrecke Ochtrup–Rheine. Die Bahnstrecke ist mittlerweile stillgelegt und auf der ehemaligen Trasse befindet sich nun ein Bahntrassenradweg, die RadBahn Münsterland.
Über den 6 km entfernten Bahnhof Steinfurt-Burgsteinfurt und den 12 km entfernten Bahnhof Rheine bestehen Anschlüsse an das Schienennetz der DB Netz AG.

#### Schiffsverkehr
Der nächstgelegene Binnenhafen befindet sich in Rheine am Dortmund-Ems-Kanal. Er ist über die B 70 und die A 30 in 25 Minuten zu erreichen.

#### Luftverkehr
Der Flughafen Münster/Osnabrück liegt ca. 34 Kilometer entfernt.

### Landwirtschaft
Insgesamt gibt es rund 110 landwirtschaftliche Betriebe. Sie betreiben überwiegend Viehzucht und Masttierhaltung. Größtenteils werden Gerste und Mais angebaut. Der Gesamtbestand der landwirtschaftlich genutzten Fläche beträgt rd. 4080 ha. Der Anteil der Nebenerwerbsbetriebe beträgt rd. 45 %.

### Besonderheiten
Seit dem 15. November 2007 hat Wettringen eine eigene Währung, mit der man in einigen Geschäften bezahlen kann, den „Herz-Taler“. Der Herz-Taler ist eins zu eins mit dem Euro und soll vor allem Gutscheine ablösen. Zudem wird so erreicht, dass die Menschen mehr in Wettringen einkaufen, da die Herz-Taler nur in Wettringen gültig sind.
Wettringen war die erste Gemeinde im Kreis Steinfurt, die im Jahr 2013 flächendeckend im Ortskern und Gewerbegebiet mit einem Glasfaseranschluss ausgestattet wurde.

## Persönlichkeiten
- Norbert Rosing (* 1953), Natur- und Tierfotograf (geboren und aufgewachsen in Wettringen)[41]
- Johannes Blümer (* 1955), Astroteilchenphysiker[42]
- Gabriele Gottwald (* 1955), ehemalige Bundestagsabgeordnete der Grünen (1983–1985) und heute Koordinatorin in der Fraktion DIE LINKE im Bundestag
- Heinz Öhmann (* 1956), ehemaliger Bürgermeister der Stadt Coesfeld (geboren und aufgewachsen in Wettringen)[43]
- Wilhelm Blümer (* 1959), deutscher klassischer Philologe
- Wilfried Theising (* 1962), Weihbischof im Bistum Münster
- Mickie Krause (* 1970), Sänger und Entertainer[44]
- Dennis Grote (* 1986), Fußballspieler bei Preußen Münster[45], ehemaliger Bundesliga-Profi und U-21-Nationalspieler (spielte auch bei Vorwärts Wettringen)[46]
- Malou Lovis Kreyelkamp (* 1999), Sängerin, gewann die dreizehnte Staffel der Castingshow The Voice of Germany[47]